# Jean-François Beltramini
Jean-François Beltramini est un footballeur français né le 5 janvier 1948 aux Clayes-Sous-Bois dans les Yvelines en France et mort le 27 août 2014 dans sa ville natale.

## Biographie

### Carrière de joueur
Formé à Mantes, il passe par Reims et Laval avant d'éclore au Paris FC. Ce n'est que vers 30 ans qu'on va découvrir ses qualités d'avant-centre, bien que son entraîneur Robert Vicot l'utilise un temps arrière droit. La montée avec le Paris FC est sans effet, le club replongeant en seconde division la saison suivante. Après un bref passage au PSG où il est le meilleur buteur de son club en 1979-1980, c'est avec le FC Rouen qu'il connaît la gloire.
Chasseur de buts rusé, Beltramini contribue à faire monter Rouen en Division 1 en 1982. Il a alors 34 ans. Pourtant, il continue à marquer plus de dix buts par saison, avec l'historique 7-1 contre Nancy où il score à cinq reprises. Sa dernière saison se passe mal : à 37 ans, il ne marque plus et le désamour avec le public de Diochon est grand.
Il jette l'éponge en milieu de saison, tout comme son coéquipier Philippe Redon. Le FC Rouen ne s'en remet pas et descend en deuxième division pour ne plus jamais remonter.

### Reconversion

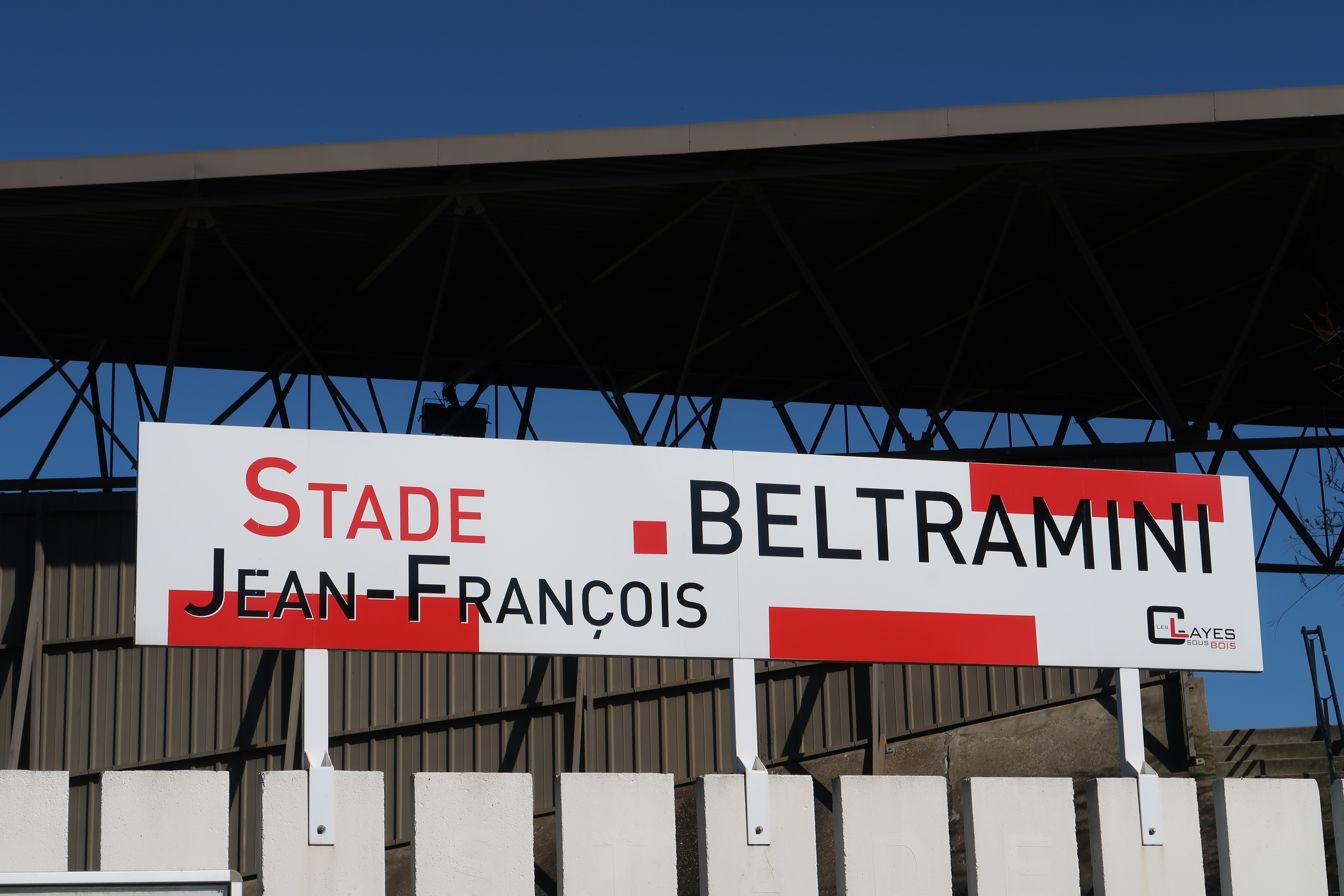
Plaque du stade qui porte son nom.

Un temps entraîneur au Paris Saint Germain, il a coupé les ponts avec le football professionnel et a repris son travail de maçon dans sa ville natale. Il joue pendant un temps au sein du club amateur de Villepreux avec son frère et devient également l'entraîneur de l'équipe sénior de la ville. De juin 1984 à novembre 1985, il est membre du Variétés Club de France, avec lequel il totalise 21 buts. Il joue ensuite avec l'équipe de personnalités des Polymusclés (Bernard Menez, Christian Baltauss, etc.) et participe également au match de gala des 110 ans du Football Club de Rouen 1899 avec les anciens du FC Rouen en mai 2009.
Il meurt en 2014 des suites d'une longue maladie. Le stade de sa ville natale, aux Clayes-sous-Bois (Yvelines), est renommé en 2016 en son hommage,.
En 2022, le magazine So Foot le classe dans le top 1000 des meilleurs joueurs du championnat de France, à la 345e place.

## Statistiques
| Saison  | Club                   | Championnat | PJ | B  |
| ------- | ---------------------- | ----------- | -- | -- |
| 1969-70 | CA Mantes-la-Ville     | CFA         | -  | -  |
| 1970-71 | CA Mantes-la-Ville     | National    | -  | -  |
| 1971-72 | CA Mantes-la-Ville     | Division 2  | 30 | 11 |
| 1972-73 | CA Mantes-la-Ville     | Division 2  | 29 | 12 |
| 1973-74 | Stade de Reims         | Division 1  | -  | -  |
| 1974-75 | Stade lavallois        | Division 2  | 25 | 4  |
| 1975-76 | Paris Football Club    | Division 2  | 27 | 5  |
| 1976-77 | Paris Football Club    | Division 2  | 30 | 4  |
| 1977-78 | Paris Football Club    | Division 2  | 29 | 13 |
| 1978-79 | Paris Football Club    | Division 1  | 38 | 14 |
| 1979-80 | Paris Saint-Germain    | Division 1  | 29 | 13 |
| 1980-81 | Paris Saint-Germain    | Division 1  | 4  | 0  |
| 1981-82 | Football Club de Rouen | Division 2  | 34 | 16 |
| 1982-83 | Football Club de Rouen | Division 1  | 37 | 19 |
| 1983-84 | Football Club de Rouen | Division 1  | 38 | 14 |
| 1984-85 | Football Club de Rouen | Division 1  | 21 | 5  |

## Distinction
- Meilleur buteur de la Coupe de France en 1983  avec le FC Rouen (5 buts)